# 黑胸棘鯛
黑胸棘鯛輻鰭魚綱金眼鯛目燧鯛亞目燧鯛科的其中一種，分布於東大西洋27°30'N至10°10'N及1°26'S至26'14°S海域；西印度洋南非Transkei外海，棲息深度70-1000公尺，體長可達30公分，棲息在深水域，屬肉食性，可做為食用魚。

## 擴展閱讀
維基物種上的相關：黑胸棘鯛